# Globochthonius globifer
Espèce
Synonymes
- Chthonius globifer Simon, 1879

Globochthonius globifer est une espèce de pseudoscorpions de la famille des Chthoniidae.

## Distribution
Cette espèce se rencontre en France en Isère et dans les Hautes-Alpes, en Italie en Val d'Aoste, au Piémont et en Lombardie et en Suisse au Tessin,.

## Description
Les mâles mesurent de 1,4 à 1,7 mm et les femelles de 1,4 à 1,9 mm.

## Publication originale
- Simon, 1879 : Les ordres Chernètes, Scorpiones et Opiliones. Les Arachnides de France, vol. 7, p. 79-115.